# Jaciment de Wannagan Creek

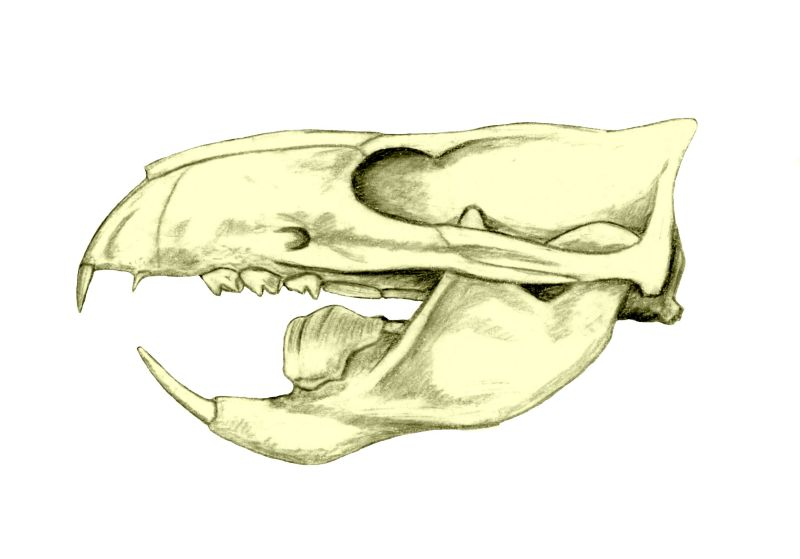
Crani de Ptilodus, un dels mamífers descoberts a Wannagan Creek.

El jaciment de Wannagan Creek és un jaciment situat a Dakota del Nord, als Estats Units. Aquest jaciment del Paleocè mitjà (fa aproximadament seixanta milions d'anys) ha estat estudiat des de fa més de trenta dècades. Es creu que representa un paleoambient de boscs i planes baixes pantanoses subtropicals. Tant la flora com la fauna del jaciment estan molt ben preservats.
S'hi han trobat molts mamífers. Tots són petits en comparació amb els mamífers moderns, i el més gran té la mida d'una ovella. Entre els mamífers trobats, hi ha: un primat primitiu semblant a un esquirol; Ptilodus, un multituberculat arbori; o Protictis, un viverràvid de la mida d'una mostela que podria haver caçat al sotabosc. El mamífer més gran del jaciment és el condilartre Phenacodus.
Tanmateix, els rèptils són el grup d'animals més comú de Wannagan Creek. Borealosuchus formidabilis, amb una longitud d'uns quatre metres, és l'animal més gran trobat al jaciment. Es creu que Borealosuchus era el depredador alfa d'aquest ecosistema. Champsosaurus gigas és un exemple inusual de rèptil del Paleocè, car és el doble gran que els campsosaures més grans del Cretaci; en la majoria de casos, els rèptils esdevingueren més petits després de l'extinció K-Pg. També s'hi han trobat altres rèptils com ara varànids, al·ligatòrids (Wannaganosuchus), serpents paleòfids, i la proto-tortuga mossegadora Protochelydra zangerli.
Entre les aus de Wannagan, hi ha un ibis, una au aquàtica no definida, i un proto-corriol. Entre els amfibis, hi ha la salamandra gegant Piceorpeton willwoodense i granotes. Els peixos inclouen Esox, batoïdeus d'aigua dolça, lepisosteids, o Amia. També s'hi ha trobat l'anisòpter Gomphaeschna schrankii i efemeròpters.